# Jürgen Heitmann der Ältere

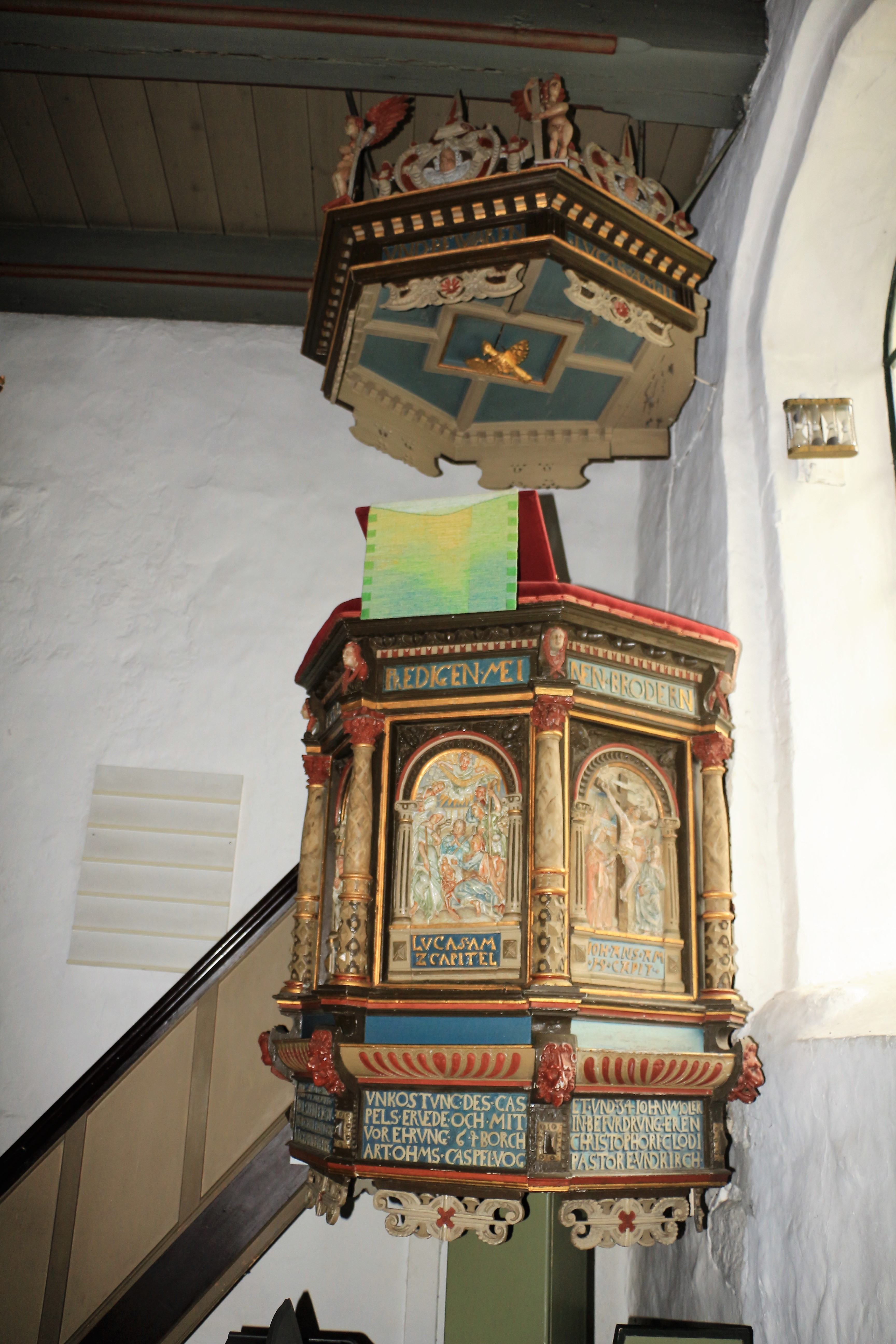
Kanzel in Erfde

Jürgen Heitmann der Ältere (* um 1580; † nach 20. August 1644 und vor 12. März 1646 in Wilster) war ein Holzschnitzer und Bildhauer der Spätrenaissance, der vor allem in Dithmarschen tätig war.

## Leben
Heitmann stammte vermutlich aus Wilster. Nach der Lehrzeit als Tischler (Snitger) und Bildhauer führten ihn die Wanderjahre nach Danzig und an den Rhein. Spätestens 1604 kam er nach Wilster zurück, heiratete eine Frau namens Catrine und erwarb 1605 als Hausbesitzer das Bürgerrecht. Später besaß er zwei Häuser in der Stadt. Als Snitgermeister war er Mitglied in der Zunft der Tischler. Sein Charakter ist als gewalttätig überliefert, denn er stand mehrfach wegen Beleidigungen und Schlägereien vor Gericht; dort hatte er 1622–23 auch als Zeuge in einem Hexenprozess aufzutreten.
Am 12. März 1646 wurde sein Nachlass verkauft, weshalb sein Todesdatum vorher anzusetzen ist. Er hinterließ seine zweite Ehefrau Anna als Witwe, eine Tochter und vier Söhne. Zwei Söhne wurden ebenfalls Snitger, es übernahm aber keiner die Werkstatt in Wilster. Peter Heitmann ließ sich wohl 1641 in Glückstadt nieder, wo er von 1649 bis 1671 als königlicher Bildhauer belegt ist, und Jürgen Heitmann der Jüngere, der sich auch Heidtmann schrieb, führte spätestens ab 1640 eine eigene Werkstatt in Heide.
Zuschreibungen an Vater und Sohn Jürgen Heitmann wechseln in der Literatur wiederholt. Beide arbeiteten vor allem Kanzeln, Taufbecken, Gestühle und Altaraufsätze für Kirchen in Dithmarschen. Der Stil des älteren Heitmann nutzt noch die Motive und Ornamentformen der Spätrenaissance: Fruchtgehänge, Hermenpilaster, Roll- und Beschlagwerk-Kartuschen, ist also strenger und gebundener als die mit üppigem, schwungvollem Ornament angereicherte, aber im Figürlichen weniger qualitätvolle Arbeitsweise seines Sohnes Jürgen Heitmann der Jüngere.

## Werkliste
Die Liste beruht auf der Monographie von Johnsen, der ausführlich auf die einzelnen Arbeiten eingeht.
- 1610 Trinitatiskirche (Wewelsfleth), Kanzel
- 1618 Delve, St.-Marien-Kirche, Kanzel  (Zuschreibung)
- 1620 Kiel, Stadtmuseum, Fragmente der Kanzel aus Barlt (signiert und  datiert)
- 1621 Burg (Dithmarschen), evangelische Kirche, Kanzel
- 1635 Erfde, St.-Marien-Magdalenen-Kirche, Kanzel und  Taufdeckel
- 1637 Bonifatiuskirche (Schenefeld), Altar, Taufengel und Kanzel
- 1638 Borsfleth, St.-Urban-Kirche, Kanzel (signiert und  datiert) und Gestühl
- 1640 Sankt Margarethen (Holstein), Kirche St. Margarethen, nur Reliefs und Ornamente eines Altaraufsatzes
- 1648 Nordhastedt, St. Katharinenkirche, Kanzel (Zuschreibung)

Daneben existieren Truhen und Schränke aus seiner Werkstatt in verschiedenen Museen sowie einige Bildhauerarbeiten in Stein.